# 李豫琦
李豫琦（1972年7月—），河南洛阳人。男，汉族。1994年8月参加工作，1993年12月加入中国共产党。1990年，考入北京交通大学机械系学习。
北京交通大学毕业后供职于西安铁路局西安车辆段。2002年，任郑州铁路局团委副书记，后历任西安铁路局团委书记、宝鸡机车检修厂党委书记、西安东车辆段党委书记。2007年12月，任共青团陕西省委副书记。2011年6月，任共青团陕西省委书记。2016年1月，任中共商洛市委常委、常务副市长。2019年2月，任中共商洛市委副书记。